# Xeromphalina setulipes
Xeromphalina setulipes is een zwam uit de familie Mycenaceae. De soort is saprotroof en variabel van uitzicht.

## Verspreiding
De soort komt alleen voor op de typelocatie in de Spaanse provincie Ciudad Real.